# Derecho de admisión
Derecho de admisión se establece como el derecho en virtud del cual, la persona titular de un establecimiento o evento se reserva la atribución de permitir el ingreso o permanencia a terceros en dichos lugares, siempre que la exclusión se fundamente en condiciones objetivas para la entrada y la estadía.

## Fundamento jurídico
El derecho de admisión se encuentra reconocido en la mayoría de legislaciones a nivel internacional, extendiéndose su campo a todo tipo de establecimientos destinados al público, independientemente de que sean de titularidad pública o privada. 
Asimismo, ejercer el derecho de admisión viene obligatoriamente acompañada de la exposición de carteles visibles o publicados, en los cuales se especificará los requisitos necesarios para ingresar al establecimiento. Del mismo modo, el derecho de admisión siempre está acompañado de normas para la protección del consumidor.
Por ello, los propietarios de establecimientos y organizadores de eventos no pueden restringir el acceso de manera arbitraria o discriminatoria, ni tampoco colocar a los usuarios en condiciones de inferioridad o violentarlos. Se debe tener en cuenta que la finalidad del derecho de admisión es impedir el acceso o estadía de individuos con comportamiento violento o que puedan alterar el normal desarrollo del evento o espectáculo. Con el fin de mantener el orden y el cumplimiento de este derecho, tanto titulares de establecimientos como usuarios deben tener en cuenta los siguientes aspectos:
- Derechos de la persona: La dignidad de la persona y el libre desarrollo de su personalidad son derechos inviolables que fundamentan el orden social y la paz.
- Igualdad ante la ley: Todas las personas son iguales ante la ley sin que pueda prevalecer discriminación por sexo, raza, orientación sexual, religión, opinión o cualquier otra circunstancia personal.
- El derecho de admisión en ningún caso es reconocido como un derecho absoluto ni tampoco sujeto a criterios del titular del establecimiento, sino que se encuentra sometida al previo control administrativo con el fin de garantizar su cumplimiento y finalidad adscrita por la ley.
- A nadie se le podrá ser denegada la permanencia o entrada en establecimientos públicos dedicados a espectáculos públicos (como museos) o actividades recreativas salvo que:[3]
  1. El aforo del establecimiento se haya superado.
  2. El horario de cierre del establecimiento se haya superado.
  3. No se tenga la edad mínima establecida para acceder al establecimiento, la cual debe estar recogida en la normativa.
  4. La persona manifieste actitudes agresivas o provoque altercados.
  5. La persona lleve ropas o símbolos que inciten a la xenofobia, racismo o sexismo.
  6. La persona origine situaciones de incomodidad, peligro, molestias a otros asistentes o que no reúna las condiciones de higiene.
  7. La persona se encuentre consumiendo drogas, sustancias estupefacientes o psicotrópicas, o muestren signos evidentes de haberlas consumido.
  8. Otras consideraciones pueden ser incluidas (condiciones específicas), siempre y cuando estén exhibidas y publicadas por parte del titular del establecimiento en la entrada y en la publicidad del evento o espectáculo. Del mismo modo, estas condiciones específicas deben seguir las mismas normas y ser reguladas administrativamente con previa solicitud.

## Irregularidades
Las irregularidades que más se presentan debido al incumplimiento de los parámetros del derecho de admisión corresponden a los miembros de seguridad de los establecimientos, quienes suelen prohibir la entrada por razones de origen étnico, inmigratorio, por circunstancias de ropa, calzado, entre otros; lo cual viola los fundamentos jurídicos bajo los cuales se establece el ejercicio de este derecho.
El personal de seguridad privada en la mayoría de los casos debe obtener previamente la correspondiente habilitación para poder ejercer el cargo, además de su debida instrucción. Estas personas deben contar con la acreditación de conocimientos y capacidades necesarias para el ejercicio de sus funciones, la cual muchas veces se encuentra establecida por la ley. 
Las sanciones para establecimientos que lleven a cabo este tipo de conductas discriminantes pueden ser desde sumas de dinero, hasta la clausura temporal o permanente del local o espectáculo dado. Esto varía de acuerdo a la legislación de cada lugar y es una de las bases para el buen desarrollo del derecho de admisión. 
Además de la discriminación, algunas infracciones graves en las que pueden incurrir los establecimientos públicos o de actividades recreativas son:
1. Permisión o tolerancia de actividades ilegales como el uso de drogas o estupefacientes.
2. Incumplimiento de las normas mínimas de seguridad para los usuarios y el establecimiento. Entre ellos se encuentra permitir el ingreso de personas cuando se ha superado el aforo máximo permitido lo cual genera un grave riesgo para los consumidores. Del mismo modo, la negativa a permitir el acceso a agentes de la autoridad es considerada una infracción por parte de los establecimientos.
3. El ejercicio del derecho de admisión de forma arbitraria o abusiva con infracción de las disposiciones que lo regulan.[2]

## El derecho de admisión en museología
El derecho de admisión que ostenta el titular de un museo es uno de los elementos esenciales de la relación entre el establecimiento y los visitantes. Estas regulaciones, de acuerdo al fundamento jurídico explicado previamente, ofrecen a los museos unas prerrogativas determinantes para su funcionamiento. Por ello, cada museo o exhibición debe consultar la normativa en su país o estado con el fin de aplicar las pautas legales necesarias para ejercer el derecho de admisión. 
Estas prerrogativas de los museos no son derechos subjetivos los cuales pueden ser ejercidos o no de forma arbitraria, según su propio interés. Son deberes que le son otorgados con el objetivo de beneficiar a los visitantes, buscando siempre su seguridad y la protección del patrimonio cultural. Debido a esto, el derecho de admisión corresponde a poderes que deben ser ejercidos por el titular del museo en todo momento.
De acuerdo a lo planteado, el museo como establecimiento encargado de actividades culturales y espectáculos, debe restringir el acceso a sus instalaciones a aquellas personas que pongan en peligro la seguridad de los visitantes, del patrimonio cultural, y de la transmisión de conocimiento que generan los servicios del museo. En caso de presentarse altercados o problemas dentro de la institución también es deber del museo expulsar a aquellas personas que causen inconvenientes a los demás.
Restringir el acceso o expulsar a personas con actitudes violentas, o que no estén en condición de permanecer en el museo, debe ser llevado a cabo por personal del establecimiento y no necesariamente por agentes de policía. Otros deberes de los museos de acuerdo al derecho de admisión son:
1. Impedir el acceso a visitantes cuando el aforo establecido en la licencia se haya superado con los usuarios al interior del establecimiento. Además, los museos deben contar en la entrada con un rótulo indicativo del aforo máximo permitido.
2. Comunicar las normas de admisión y publicarlas en el exterior del establecimiento y en sitios de información para el ingreso o publicidad.

Estos deberes para los visitantes son asimismo obligaciones para el establecimiento que debe acatar con el fin de proteger no solo a los ciudadanos, sino al patrimonio cultural y el buen servicio del museo. 
De esta forma, tanto los visitantes como los titulares de los museos adquieren deberes con el fin de preservar el orden, el buen funcionamiento y la protección del patrimonio cultural, lo cual es la finalidad más importante del derecho de admisión en museología. Ejercer este derecho no es un permiso a los establecimientos para permitir el ingreso o expulsar usuarios tal cual lo deseen. Por el contrario, se establece como un conjunto de normas tanto para el titular como para el usuario, con las que busca mantener el orden social, así como el buen uso y funcionamiento de establecimientos o espectáculos destinados al deleite del público. 

## Importancia para el patrimonio cultural
Al establecer el patrimonio cultural como un producto y proceso que suministra a las sociedades una gran cantidad de recursos que se heredan del pasado, se crean en el presente y se transmiten a las generaciones futuras, es importante establecer premisas básicas sobre su importancia. 
El patrimonio corresponde al capital cultural de las sociedades, aporta al conocimiento y a la innovación, contribuye a la revalorización de las identidades y se encuentra ligado a todos los procesos y desafíos a los que se enfrenta la humanidad entera.
Teniendo en cuenta estas bases del patrimonio establecidas por la UNESCO, es posible establecer que este producto es un derecho universal de todos los ciudadanos, no solo el cultural, sino el natural e inmaterial. Sin embargo, muchas personas se pueden preguntar, ¿Si el patrimonio cultural es un derecho para los ciudadanos en todas las sociedades, por qué los establecimientos tienen la potestad de ejercer un derecho de admisión?
Esta pregunta tendría sentido al considerar que todos los ciudadanos, por el simple hecho de pertenecer a la raza humana, tienen la plena libertad de aprovechar el patrimonio al considerarse un derecho de todos en las sociedades contemporáneas. Sin embargo, asumir esta posición sería darle un mal entendido a lo que el derecho de admisión realmente implica.
Que los establecimientos públicos, espectáculos e instituciones culturales como museos ejerzan un derecho de admisión, no implica que la libertad de la cual se goza para disfrutar el patrimonio sea rechazada. Todo lo contrario, el derecho de admisión es una de las herramientas fundamentales con las cuales las sociedades están protegiendo el patrimonio que es exhibido en las galerías y exposiciones de los museos. En el momento en que las instituciones plantean reglas para la entrada y estadía en lugares públicos, y cuando los visitantes accedemos a cumplir estas normas, estamos comprometiéndonos tanto establecimientos como usuarios a cuidar el patrimonio cultural que es propiedad de cada uno de los que deseemos disfrutar de él. 
Por ello, la relación que existe entre el patrimonio cultural y el derecho de admisión es vital para preservar y fomentar el cuidado de un producto que tal como se explicó previamente, es una de las bases del conocimiento, identidad e innovación en las sociedades.